# Більбіліс

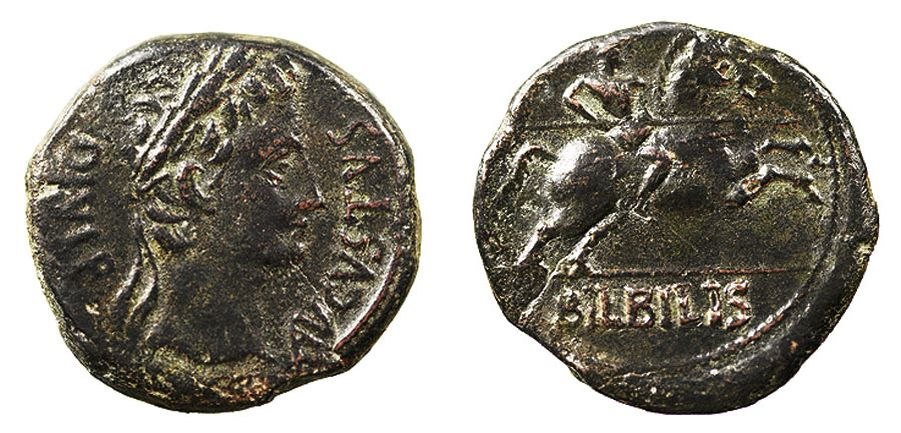
Бронзова антична монета Більбили

Більбіліс, Августа Більбіліс (лат. Bilbilis, is, f ; Augusta Bilbilis, ісп. Bilbilis, у російських поетичних перекладах рос. Бильбила, Августа-Бильбила) — невелике місто, що існувало за часів античності у Тарраконській Іспанії (сучасна провінція Сарагоса, Іспанія), мала батьківщина поета Марціала. Місто карбувало свою монету — як ще за лузонів, так і у подальшому за римлян. Період розквіту Більбіли припадає на епоху від імператора Августа до Траяна (тобто на I та II ст.. н. е.). Чисельність мешканців у той час сягала 3000 — 3500 осіб. У середньовіччі Більбіла існує як безлюдне місто-привид поряд із містом Калатаюд. У XXI ст. археологічний об'єкт «Римське поселення Більбіліс» (ісп. Bilbilis pueblo romano) має статус державного історико-архітектурного заповідника, що розташований на північно-східній окраїні міста Калатаюд та є відкритим для відвідування туристами.

## Топографія
Руїни античного міста Більбіліс розташовані на пагорбі Бамбола (ісп. cerro de Bambola, colina de Bambola), на лівому березі річки Халон (ісп. Jalon, у античні часи лат. Salon, притока річки Ебро), на відстані приблизно 4 км на північ-схід від міста Калатаюд (провінція Сарагоса, Іспанія), поблизу діючого міського кладовища. Площа державного історико-археологічного заповідника «Давньоримське поселення Більбіліс» становить приблизно 30 гектарів.
Координати об'єкта в Гугл-Планета Земля:
41°22′50″ пн. ш. 1°36′12″ зх. д. / 41.38056° пн. ш. 1.60333° зх. д.

## Історія
Історія Більбіли досконально вивчена іспанськими вченими у рамках проекту URBS та висвітлена у численних публікаціях

### Функціонуюче античне поселення Більбіліс (IIст. до н.е.— IIIст. н.е.)

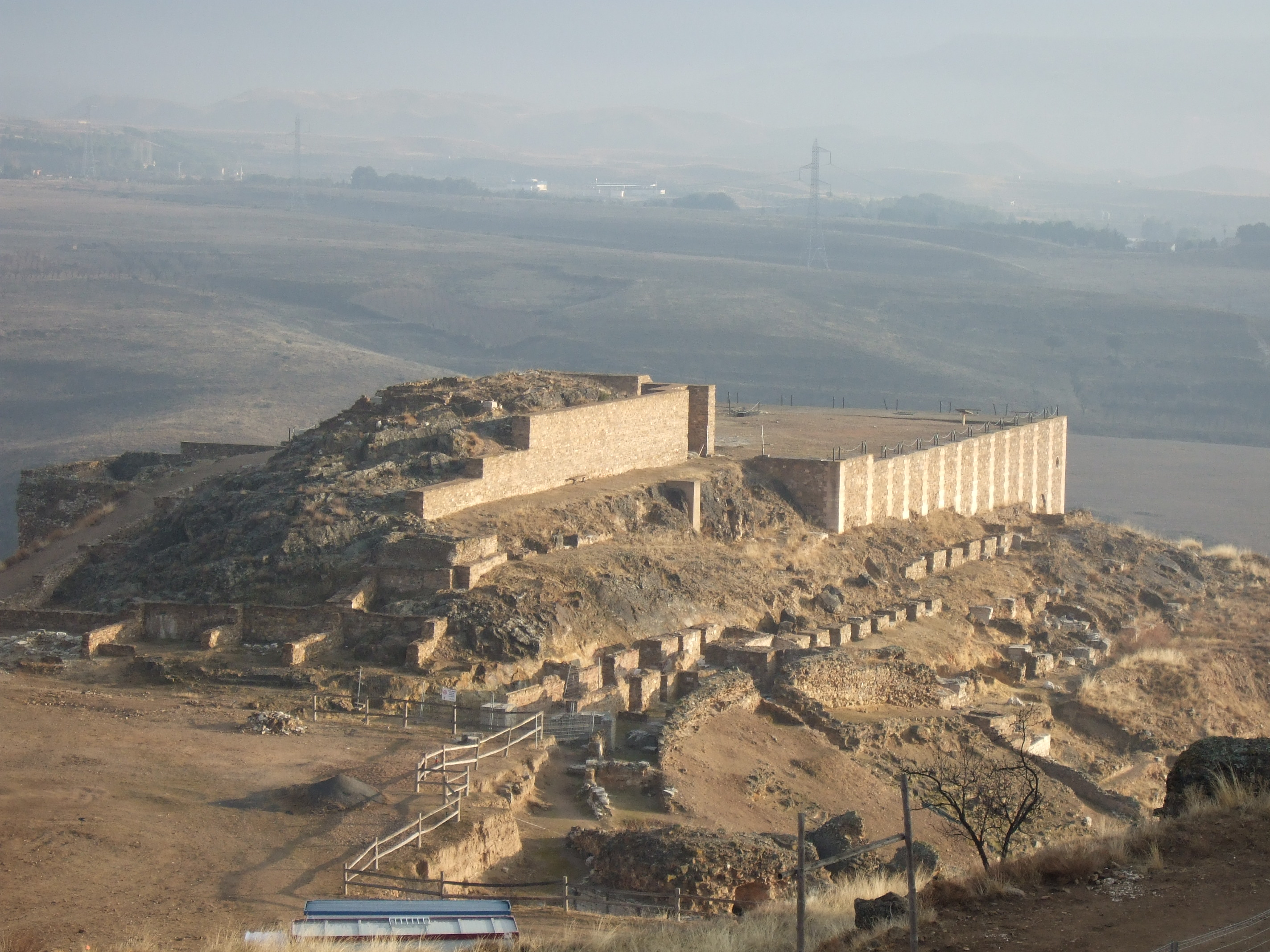
Форум Більбіли, частково реконструйований у 1980-ті рр. На першому плані — підґрунтя храму. Фото 2012 року.

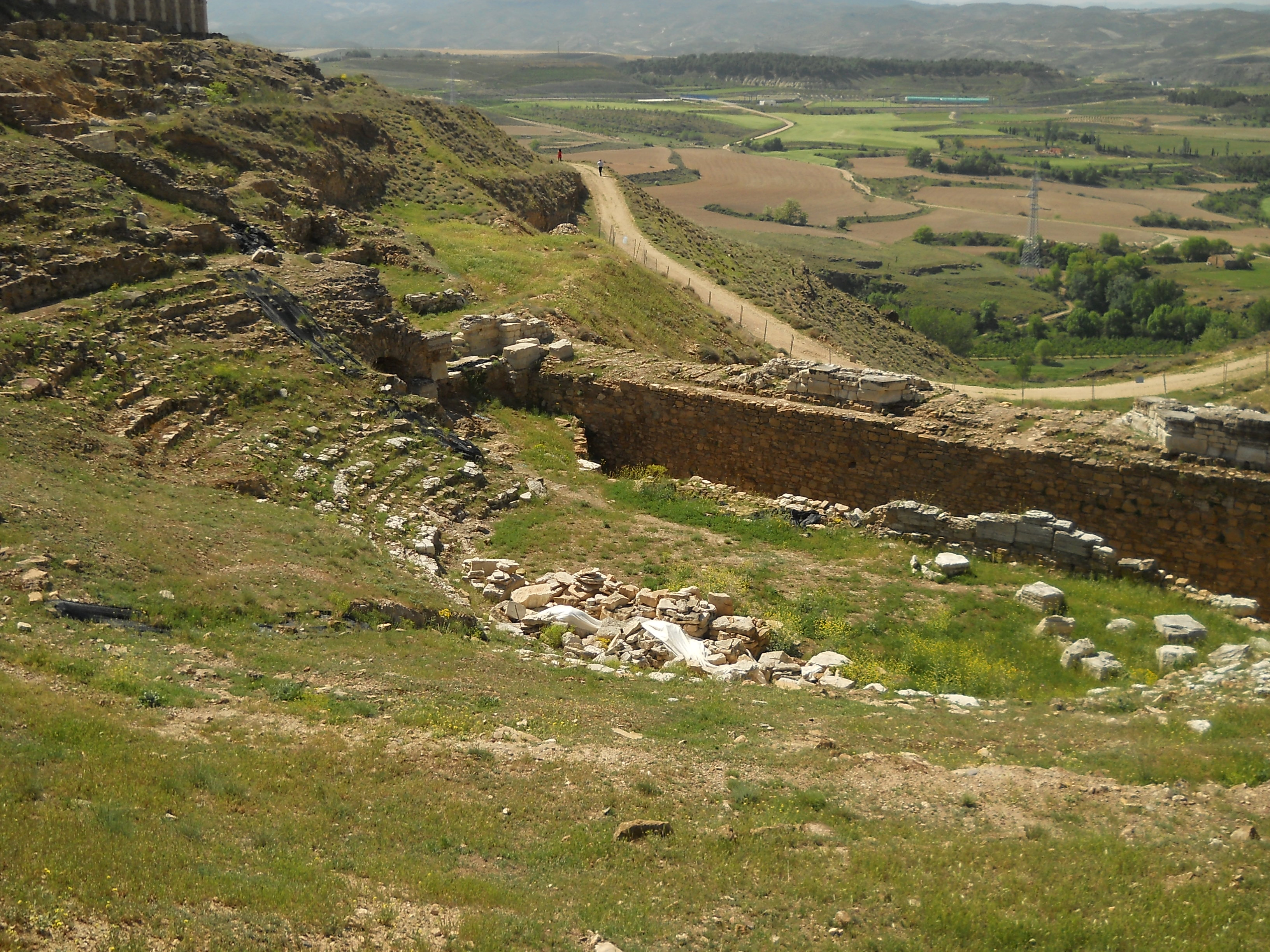
Театр Більбіли, розкопаний та частково реконструйований. Фото 2012 року, Diego Delso.

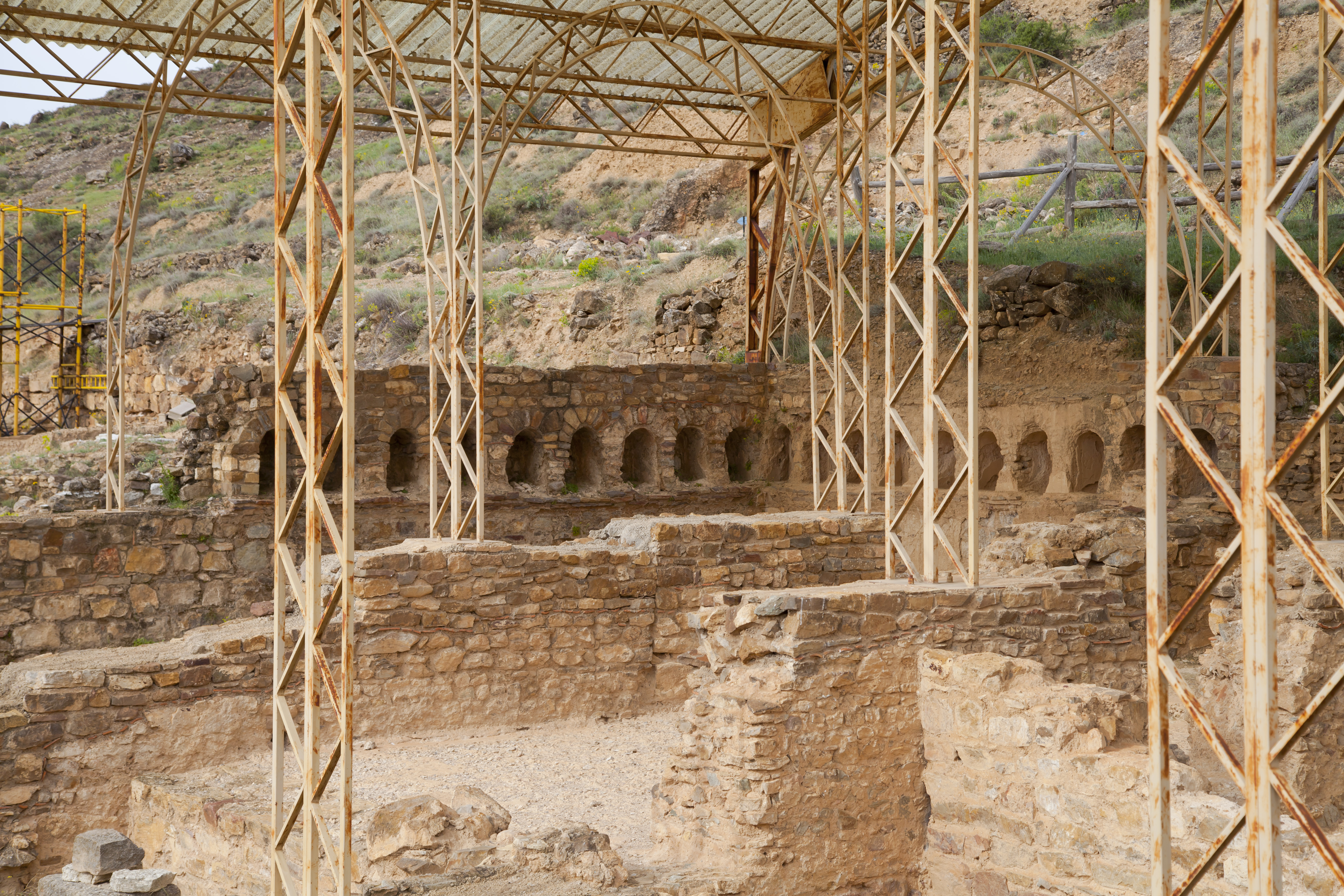
Римська лазня у Більбілі, аподітеріум. Фото: Diego Delso.

Заснування. Встановлено, що приблизно у I—II ст. до н. е. на пагорбі Бамбола існувало поселення племені лузонів, що їх відносять до кельтіберів. Після завоювання Іспанії Римською імперією починається «зримлення» (романізація). Поблизу пагорба Бамбола проходить римська військова стратегічна дорога Цезарьавгуста—Емеріта, що поєднує Кельтіберію із узбережжям Середземного моря . У I ст. до н. е. корінне місцеве населення стає об'єктом мовної та культурної асиміляції с боку римлян. У поселенні та у прилеглих садибах оселяються колони-італіки та римські ветерани .
Епоха Августа. У першій половині I ст. н. е., за часів імператора Августа, у поселенні відбуваються масштабні містобудівельні роботи, збудовано комплекс Форум–театр, водопровід, лазні, німфеї, тощо. Дорогі будівельні та оздоблювальні матеріали (мармур, барви, керамічна плитка) завозилися із Італії. Місто стає «зразковим» провінціальним центром адміністративного, економічного та культурного життя за новою, римською моделлю і отримує статус муніципій Римської імперії. У I—II ст. чисельність мешканців сягає 3000—3500 осіб. У подальшому, із загальним занепадом Римської імперії та вичерпанням місцевих ресурсів, місто занепадає, і мешканці починають переміщуватися до сільських садиб та до «обласного центру» — міста Цезарьавгуста (зараз Сарагоса). На початку V ст. це вже повністю безлюдне місто-привид. Таким воно і залишається протягом усього середньовіччя.

### «Каменоломня» (XVI—XIXст.)
У XI ст. на відстані 4—5 км від «проклятого Аллахом пагорба» араби засновують своє місто-фортецю Аль-Аюб, що у подальшому стає іспанським містом Калатаюд. Приблизно із XVI і до початку XIX ст. мав місце демонтаж найбільш монументальних будівель Більбіли. Кам'яні блоки та оздоблювальний мармур із Більбіли були використані на зведення будівель декількох великих церков, а також театру для кориди у Калатаюді.

### Археологічний об'єкт (XVIII—XXIст.)
Наскільки відомо, перші археологічні розкопки на пагорбі Бамбола проводили у 1750—1765 рр. монахи-єзуїти. У подальшому невеликі за обсягом робіт розкопки проводилися у 1900—1910 рр., у 1917 р., і також у 1933 р.
Після значної перерви, археологічні дослідження було розпочато за сучасною науковою методологією у 1971, і ця робота продовжується, як станом на 2015 рік. Підготовчі історичні дослідження виконано у 1965—1970 рр. Під час розкопок 1971—1975 рр. локалізовано форум, а також інші публічні та приватні будівлі. Друга фаза розкопок (1976—1989 рр.) дозволила майже повністю розкрити монументальну зону форуму і частину театру, а також об'єкт «Терми», німфей, та приватні будівлі. Розкопками третьої фази (1996—2004 рр.) у секторах приватної забудови було розкрито декілька різнотипних домів-інсул поблизу від терм.

## Античний Більбіліс у 2010-ті рр. в реалі та в мультимедії
Топонім «Більбіліс» перенесений у сучасне офіційне іспаномовне означення мешканців міста Калатаюд — ісп. el bilbilitano, la bilbilitana — тобто «більбілітянин, більбілітянка».

### Архітектурні об'єкти на пагорбі Бамбола
Відвідання туристами археологічного заповідника Більбіліс відбувається, як правило, влітку. Інформаційний центр заповідника працює з червня по серпень, із 16:00 по 18:00. Можна оглянути монументальні залишки Форуму (завбільшки 48,6 х 44,9 м) і Театру, який мав тридцять рядів і вміщав до 4600 глядачів. Також цікавим об'єктом є Терми (лазня), де добре збереглися невеликі кам'яні «бокси» для зберігання особистих речей (apodyterium).

### Артефакти у музеї міста Калатаю
Археологічні знахідки, що походять із Більбіли, становлять значну частину постійної експозиції Музею м. Калатаюд. Демонструються зразки настінного живопису із приватних будівель та із лазні, керамічні вироби майстрів Більбіли, колекція монет що їх карбувало місто, а також скульптурні портрети імператорської сім'ї, що прикрашали sacellum у театрі.

### Віртуальний туризм та віртуальна археологія Більбіли
На файлообмінному сайті YouTube можна знайти декілька відеофільмів, які присвячені археологічним розкопкам Більбіли. Також там можна подивитися відео, які демонструють комп'ютерні реконструкції будівель Більбіли, що їх виконано іспанськими вченими за даними археології, у рамках проектів URBS—GIGA.